# The Way of All Flesh
The Way of All Flesh – czwarty studyjny album francuskiej death metalowej grupy Gojira wydany 13 października 2008 roku w Europie i 14 października w Stanach Zjednoczonych.
Okładka została stworzona przez wokalistę Joego Duplantiera, który był odpowiedzialny za pracę nad ostatnimi albumami grupy. Płyta została nagrana w domowym studio zespołu.
Ostatnia piosenka z albumu, „The Way of All Flesh”, zawiera ukryty utwór instrumentalny. Główna część utworu kończy się w 6:51 i po 5 minutach i 42 sekundach ciszy, w 12:33, rozpoczyna się część instrumentalna. Utwór zawiera wiele warstw gitarowych z ekstensywnym użyciem efektu echa.
Nagrania dotarły do 138. miejsca listy Billboard 200 w Stanach Zjednoczonych sprzedając się w nakładzie 4,2 tys. egzemplarzy w przeciągu tygodnia od dnia premiery. Płyta trafiła ponadto na listy przebojów w Wielkiej Brytanii, Francji oraz Finlandii.

## Lista utworów
Opracowano na podstawie materiału źródłowego.
| Nr  | Tytuł utworu                             | Słowa                        | Muzyka                                             | Długość |
| --- | ---------------------------------------- | ---------------------------- | -------------------------------------------------- | ------- |
| 1.  | „Oroborus”                               | Joe Duplantier               | Joe Duplantier, Mario Duplantier, Christian Andreu | 5:21    |
| 2.  | „Toxic Garbage Island”                   | Joe Duplantier               | Joe Duplantier, Mario Duplantier                   | 4:06    |
| 3.  | „A Sight to Behold”                      | Joe Duplantier               | Joe Duplantier, Mario Duplantier                   | 5:09    |
| 4.  | „Yama's Messengers”                      | Joe Duplantier               | Joe Duplantier, Mario Duplantier                   | 4:03    |
| 5.  | „The Silver Cord” (utwór instrumentalny) |                              | Joe Duplantier, Mario Duplantier                   | 2:31    |
| 6.  | „All the Tears”                          | Joe Duplantier               | Joe Duplantier, Mario Duplantier                   | 3:41    |
| 7.  | „Adoration for None”                     | Joe Duplantier, Randy Blythe | Joe Duplantier, Mario Duplantier                   | 6:19    |
| 8.  | „The Art of Dying”                       | Joe Duplantier               | Joe Duplantier, Mario Duplantier                   | 9:54    |
| 9.  | „Esoteric Surgery”                       | Joe Duplantier               | Joe Duplantier, Mario Duplantier                   | 5:44    |
| 10. | „Vacuity”                                | Joe Duplantier               | Joe Duplantier, Mario Duplantier                   | 4:51    |
| 11. | „Wolf Down the Earth”                    | Joe Duplantier               | Joe Duplantier, Mario Duplantier                   | 6:25    |
| 12. | „The Way of All Flesh”                   | Joe Duplantier               | Joe Duplantier, Mario Duplantier                   | 17:03   |
|     |                                          |                              |                                                    | 1:15:07 |

## Twórcy
Opracowano na podstawie materiału źródłowego.
| Zespół Gojira w składzie - Joe Duplantier − wokal, gitara elektryczna, produkcja muzyczna, oprawa graficzna - Mario Duplantier − perkusja - Christian Andreu − gitara elektryczna - Jean-Michel Labadie − gitara basowa Dodatkowi muzycy - Randy Blythe − gościnnie wokal w utworze „Adoration for None” |  | Inni - Mike Rashmawi − realizacja nagrań - Gabriel Editions − producent wykonawczy - Gabrielle Duplantier − zdjęcia - Logan Mader − inżynieria dźwięku, miksowanie, mastering - Laurentx Etxemendi − inżynieria dźwięku - Fred Collinet − oprawa graficzna |

## Listy sprzedaży
| Lista                   | Kraj              | Pozycja |
| ----------------------- | ----------------- | ------- |
| SNEP                    | Francja           | 28      |
| Suomen virallinen lista | Finlandia         | 25      |
| Billboard 200           | Stany Zjednoczone | 138     |
| UK Albums Chart         | Wielka Brytania   | 124     |

## Wydania
| Wydania | Wydania       | Wydania                            | Wydania                              | Wydania                            | Wydania |
| Rok     | Nr katalogowy | Format                             | Wytwórnia                            | Region                             | Źródło  |
| ------- | ------------- | ---------------------------------- | ------------------------------------ | ---------------------------------- | ------- |
| 2008    | POSH106       | CD, Album, Dig                     | Listenable Records, Gabriel Editions | Francja                            | [ 21 ]  |
| 2008    | 6561910064-1  | 2xLP, Album                        | Prosthetic Records                   | Stany Zjednoczone                  | [ 21 ]  |
| 2008    | 6561910064-1  | 2xLP, Album, Ltd, Pur              | Prosthetic Records                   | Stany Zjednoczone                  | [ 21 ]  |
| 2008    | 6561910064-1  | 2xLP, Album, Ltd, Red              | Prosthetic Records                   | Stany Zjednoczone                  | [ 21 ]  |
| 2008    | 10064-2       | CD                                 | Prosthetic Records                   | Kanada                             | [ 21 ]  |
| 2008    | DE 17106      | CD, Album, Dig                     | Dope Entertainment Music Company     | Korea Południowa                   | [ 21 ]  |
| 2008    | 6561910064-2  | CD, Album, Dig                     | Prosthetic Records                   | Stany Zjednoczone                  | [ 21 ]  |
| 2008    | POSH107       | CD, Album, Sup                     | Listenable Records, Gabriel Editions | Europa                             | [ 21 ]  |
| 2009    | FO768CD       | CD, Album                          | Фоно                                 | Rosja                              | [ 21 ]  |
| 2013    | POSH194       | 2xLP, Album, Ltd, RE, Blu          | Listenable Records                   | Francja                            | [ 21 ]  |
| 2013    | POSH194       | 2xLP, Album, Ltd, RE, Whi          | Listenable Records                   | Europa                             | [ 21 ]  |
| 2013    | 10064         | 2xLP, Album, Ltd, RP, Blu          | Listenable Records                   | Stany Zjednoczone                  | [ 21 ]  |
| 2013    | 10064         | 2xLP, Album, Ltd, RP, Cle          | Listenable Records                   | Stany Zjednoczone                  | [ 21 ]  |
| 2014    | 10064         | Album, Ltd, RP + LP, Cle + LP, Blu | Prosthetic Records                   | Wielka Brytania, Stany Zjednoczone | [ 21 ]  |
| 2014    | POSH107       | CD, Album                          | Listenable Records                   | Wielka Brytania                    | [ 21 ]  |
| 2016    | POSH194       | 2xLP, Album, Ltd, RE, RP, Cle      | Listenable Records                   | Francja                            | [ 21 ]  |
| 2016    | POSH194       | 2xLP, Album, Ltd, RE, RP, Gol      | Listenable Records                   | Francja                            | [ 21 ]  |